# Tez Jet Airlines
Tez Jet Airlines (укр. Авіакомпанія "Тез Джет") — авіаперевізник Киргизстану, виконує рейси за внутрішньореспубліканськими напрямами. Базується в аеропорту «Манас» міста Бішкек.

## Історія
Авіакомпанія заснована 23 квітня 2013 року. У даний момент авіакомпанія спеціалізується на пасажирських перевезеннях по території Киргизької Республіки. Більшість рейсів виконується зі столичного аеропорту «Манас».

## Напрямки авіарейсів
У зимовому розкладі 2017/2018 року авіакомпанія виконує наступні рейси: З Бішкека:
| Напрямок    | Частота    | примітка                      |
| ----------- | ---------- | ----------------------------- |
| Алмати      | Пт         | рейс для Avia Traffic Company |
| Баткен      | Вт, Чт, Сб |                               |
| Джалал-Абад | Пт, Нд     |                               |
| Ісфана      | Пн         |                               |
| Ош          | Щод.       | декілька рейсів в день        |

і зворотні рейси.
На умовах оренди ВС, авіакомпанія виконує кілька рейсів для Avia Traffic Company.
Стикувань між рейсам Avia Traffic Company і Tez Jet Airlines немає.

## Флот авіакомпанії
За даними на листопад 2017 авіакомпанія у своєму флоті експлуатує такі повітряні судна:
| Найменування НД | експлуатуються | Кількість місць | примітка |
| --------------- | -------------- | --------------- | -------- |
| Avro RJ85       | 2              | 96              |          |
| Разом:          | 2              |                 |          |

Восени 2017 Tez Jet ввела в експлуатацію літаки: British Aerospace Avro RJ85

## Події
1 березня 2018 року літак British Aerospace Avro RJ85 виконував регулярний пасажирський рейс 107 за маршрутом Бішкек-Баткен. Літак вилетів із столичного аеропорту «Манас» в 14:22. Після зльоту пілоти попросили аварійну посадку через відмову одного з двигунів літака. В 14:52 літак здійснив аварійну посадку в пункті вильоту. Комісія розпочала і продовжує вивчення причин даної події[джерело?].